# رافال بوشک
رافال بوشک (انگلیسی: Rafał Buszek؛ زادهٔ ۲۸ آوریل ۱۹۸۷) یک بازیکن والیبال اهل لهستان عضو تیم ملی والیبال لهستان و باشگاه آسیکو رسوویا ژشوف است.